# چلیک اریشچی
چلیک اِریشچی (به ترکی استانبولی: Çelik Erişçi) (زادهٔ ۱۲ مه (ماییس) ۱۹۶۶ در استانبول) بیشتر شناخته شده با نام چلیک  خوانندهٔ پاپ، شاعر،  آهنگساز و نوازنده اهل ترکیه است.

## زندگی‌نامه
چلیک اِریشچی در تاریخ ۱۲ ماییس (۲۲ اردیبهشت) در استانبول به دنیا آمد. پدر وی اصالتی آلبانیایی دارد.
چلیک تحصیلات ابتدایی خود را در محله پندیک به پایان برد. به هنگام تولد، پدرش در کارخانه Arçelik  کار میکرده و با این فکر که تولد پسرش برای او شانس خواهد آورد نامش را با الهام از نام آن کارخانه چلیک گذاشته است. او تا هفده سالگی آموزش موسیقی ندیده و تنها به گوش دادن موزیک اکتفا میکرد. در میان موزیسینهای مورد علاقه اش میتوان از Barış Manço  ، Fikret Kızılok  و Erkin Koray   نام برد.
چلیک علیرغم ضعف مالی خانواده اش بی سروصدا در امتحانات کنسرواتوار شرکت جسته و قبول گردید. او با تحصیل در  کنسرواتوار دولتی موسیقی ترک دانشگاه فنی استانبول و همتی که از خود نشان داد سرانجام به موفقیت و شهرت امروزیش دست یافت. چلیک فارغ تحصیل دکترای رشته علوم اجتماعی دانشگاه  فنی استانبول میباشد.  او به زبان انگلیسی تسلط کامل داشته و تا به امروز ۱۶ آلبوم رو به بازار موزیک عرضه کرده است.
بیشتر کارهای او پاپ و با موضوع عاشقانه می باشد. به عقیده اکثر کارشناسان و موسیقی دوست ها و طرفداران چیلک، آهنگ "هرجایی" ( Harcai )  بهترین و ماندگارترین اثریست که تا بحال از چلیک شنیده اند. این آهنگ ترک چهارم از سومین آلبوم رسمی و دومین آلبوم سینگل این خواننده با نام { Benimle Kal = با من بمون } می باشد که در سال ۱۹۹۵ تولید شده و در همان سال عنوان بهترین اثر را از شبکه معتبر کرال ترکیه دریافت کرد.